# Гутьеррес, Анхель
А́нхель Хорхе Гутье́ррес Рамирес (исп. Ángel Jorge Gutiérrez Ramírez; 28 августа 1932, Гавана, Куба — 22 июня 2024, Мадрид, Испания) — советский и испанский театральный режиссёр, актёр, профессор ГИТИСа, профессор и новатор Королевской высшей школы драматического искусства в Мадриде, создатель мадридского Камерного театра имени А. П. Чехова, создатель Школы театрального искусства в Мадриде. Кавалер Ордена Дружбы Российской Федерации (2008).

## Семья
Отец — Анхель Гутьеррес был шахтёром в провинции Астурия. В 17 лет он эмигрировал на Кубу, женился на кубинке Пилар Рамирес. Их сын, тоже Анхель, был вторым ребёнком в семье. В 1934 году отец перевёз жену с детьми к себе на родину, в горное селение Пинтуэлес в Астурии. С четырёх лет Анхелито работал пастухом в астурийских горах. Однажды на деревенском празднике Анхелито услышал скрипку, звуки которой очаровали его.
В 1936 году началась гражданская война в Испании. Под бомбежками в октябре 1937 года на китайском грузовом судне «Сон Тай» в числе других испанских детей Анхеля вместе с сестрой Анхелиной отправили из города Хихона для эвакуации в Советский Союз. Младшую трёхлетнюю сестру отказались взять на борт по возрасту, её дальнейшая судьба неизвестна. Во Франции детей пересадили на советский пароход «Кооперация», который направлялся в Ленинград.

## Из одной войны в другую
Анхель с сестрой оказались в детском доме № 8 в Ленинграде. Советское правительство приняло решение организовать специальные детские дома для испанских детей, где были созданы все условия для сохранения национального кода: обучение велось на русском и испанском языках, были переведены на испанский язык все учебники средней школы, воспитанники учили национальные песни и танцы. 
 Здесь он начал заниматься музыкой и рисованием, играл в духовом оркестре и ходил во Дворец пионеров учиться играть на рояле. В летний период детей вывозили на отдых в оздоровительные лагеря в предместьях Ленинграда (Мартышкино, Царское село (Пушкин), Сестрорецк, Гатчина).
Великая Отечественная война 1941—1945 гг. застала Анхеля в оздоровительном лагере Сестрорецка (на границе с Финляндией), откуда детей быстро перевезли в Ленинград. Юноши старше 17 лет добровольцами ушли на фронт, многие из них погибли. Началась блокада Ленинграда. Девушки работали в военных госпиталях, младшие школьники рыли окопы, несли дежурство по ночам на крышах домов и сбрасывали зажигательные бомбы. Позже, под бомбежкой, по «Дороге жизни» детей удалось эвакуировать в город Миасс. В эвакуации дети продолжили учёбу в школе, работали в колхозах, на заготовках торфа, валили лес и давали концерты в военных госпиталях. В конце 1943 г. детский дом перевели в подмосковную Тарасовку, а позднее — в Болшево, где Анхель окончил среднюю школу № 1.

## Учёба в ГИТИСе
Ещё в детском доме дирижёр балета Большого театра А. Ройтман приезжал в Болшево заниматься теорией музыки с Анхелем и настаивал, чтобы молодой человек связал свою жизнь с музыкой.

Воспитанники детского дома в Болшево часто посещали находившийся рядом Дом творчества кинематографистов. Там отдыхали знаменитые актёры и режиссёры того времени. Марк Донской и Сергей Герасимов советовали ему стать режиссёром кино: «…Есть профессия, которая включает в себя и музыку, и живопись, и литературу. Она содержит в себе всё, она — всеобъемлющая. Это профессия — режиссёр кино…». 
 Но, в результате, Анхель решил стать театральным режиссёром и в 1948 г. поступил на режиссёрский факультет ГИТИСа. Художественным руководителем курса был народный артист РСФСР Андрей Михайлович Лобанов, Анхеля часто приглашали на свои репетиции известные мастера: Н. М. Горчаков, Ю. А. Завадский, М. О. Кнебель. Режиссёрскую практику проходил в Московском академическом художественном театре (МХАТе). Окончил ГИТИС с отличием в 1953 году.

## А. П. Чехов
В период Великой Отечественной войны, находясь в городе Миассе Анхель впервые познакомился с произведениями А. П. Чехова «Наденька», «Человек в футляре», «Каштанка», которые его потрясли. В студенческие годы он продолжил углублённое изучение творчества А. П. Чехова, который стал его любимым писателем. Эта любовь привела А. Гутьерреса в театр Таганрога, где прошла защита его дипломной работы. Возможно, А. Гутьеррес — режиссёр, который поставил самое большое количество спектаклей по произведениям А. П. Чехова.

## Дневники режиссёра — документ эпохи
На одном из первых занятий в ГИТИСе Андрей Михайлович Лобанов посоветовал: «…писать дневники, как это делали Чехов, Толстой, Пушкин, Руссо… Режиссёр — мыслитель своего времени. Он наблюдает жизнь, изучает её. Научитесь видеть, наблюдать жизнь во всех её проявлениях. Наблюдайте за человеком, научитесь видеть его суть… Все записывайте в дневник…».
 Анхель начал писать дневник в 16 лет. Его дневники раскрывают секреты закулисья театральной жизни СССР и Испании. В настоящий момент опубликованы дневники советского периода — с 1948 по 1974 гг. Готовятся к публикации дневниковые записи испанского периода с 1974 г. по наше время.
«Это документ эпохи! Издавай и не меняй ни строчки!» — сказал Дионисио Гарсия, друг детства Анхеля. 

## Начало профессиональной деятельности
Прошёл три года режиссёрской практики в Московском академическом художественном театре (МХАТ). В Московском драматическом театре им. М. Н. Ермоловой (главный режиссёр в 1944—1956 гг. — А. М. Лобанов) играл в спектакле А. М. Лобанова «Годы молодые» по повести «Студенты» Юрия Трифонова. После окончания ГИТИСа получил приглашение работать от нескольких театров, но выбрал Таганрогский драматический театр им. А. П. Чехова. Работал три года в Таганроге и поставил 8 спектаклей, самые удачные — «Годы странствий» А. Арбузова, 1955, «Пигмалион» Б. Шоу, 1956, «Плутни Скапена» Ж-Б. Мольера, 1954. Были поставлены: «Баллады и романсы» к 100-летию со дня смерти А. Мицкевича в Каунасском драматическом театре и «Деревья умирают стоя» А. Касоны в Донском театре драмы и комедии имени В. Ф. Комиссаржевской в столице казачества Новочеркасске.

## Преподаватель ГИТИСа
В 1956 году Анхель возвращается в Москву и Л. В. Баратов приглашает его на преподавательскую работу в родной ГИТИС. В течение 18 лет А. Гутьеррес преподает «Мастерство актёра» на режиссёрском и актёрском факультетах. Среди учеников — оперный певец Владислав Пьявко, актёры театра и кино Валерий Золотухин, Олег Вавилов, Ирина Андрианова, Нина Шацкая, Владимир Токарев, актриса и певица Раиса Мухаметшина, актёр и иллюзионист Амаяк Акопян, артист оперетты Эмиль Орловецкий и многие другие. На репетиции и прогоны спектакля «Шесть персонажей в поисках автора» приходили Б. А. Покровский, Ю. П. Любимов, А. В. Эфрос, О. Н. Ефремов и будущий режиссёр Анатолий Васильев.

## Цыганский театр «Ромэн»
В 1958—1967 годах был режиссёром в Московском музыкально-драматическом цыганском театре «Ромэн». В то время в театре работали И. И. Ром-Лебедев и Ляля Чёрная — основатели театра. Ведущие артисты: Сергей Шишков, Ольга Янковская и Ольга Петрова.
Первая постановка — спектакль «Девчонка из табора». Преодолев сопротивление руководства театра, в этом спектакле он вывел на большую сцену неизвестную молоденькую цыганку Раису Удовикову (Raya Bielenberg). Спектакль получил первую премию фестиваля «Театральная весна Москвы», 1959 г.
В течение 10 лет в театре с аншлагами шёл поставленный А. Гутьерресом спектакль «Кармен из Трианы». Эта постановка стала большим событием как для театра, так и для начинающего режиссёра (художник Э. Стенберг и осветитель Шухмин). В спектакле играли легендарные артисты: Ляля Чёрная, Ольга Петрова, Марика Балан, Мария Скворцова, Сергей Шишков, Борис Ташкентский и другие. В 1960 г. на репетиции «Кармен из Трианы» приходил студент школы-студии МХАТ Владимир Высоцкий. Он учился играть на гитаре у цыганских мастеров-виртуозов: И. И. Ром-Лебедева и В. Е. Полякова.
В 1962 году А. Гутьерреса назначили художественным руководителем молодёжной цыганской студии при театре. Анхель пригласил в студию своего друга Ю. П. Любимова. В студии были поставлены спектакли — «Саламанкская пещера» М. Сервантеса и «Вестсайдская история» Л. Бернстайна. В этих спектаклях очень талантливо играли Алексей Хмелёв и Георгий Жемчужный. Ю. П. Любимов блестяще работал над пьесой «Африканские страсти», П. Меримэ.

## Высшие курсы сценаристов и режиссёров кино
Мечта сделать два кинофильма (об испанских детях в Советском союзе и о Дон Кихоте) привела его на Высшие курсы сценаристов и кинорежиссёров. Он попал во второй набор в мастерскую М. И. Ромма. Вместе с ним на курсе учились: Глеб Панфилов, Василий Ливанов, Толомуш Океев, Александр Аскольдов, Георгий Юнгвальд-Хилькевич, Николай Рашеев, Юрий Рогов, Марк Осепьян, Юрий Петров и другие. По окончании курсов в 1964 году Анхель написал сценарий «Я ходил в море за апельсинами» (об испанских детях в СССР).

## Роли в кино
Однажды Анхелю позвонил известный режиссёр Иосиф Ефимович Хейфиц и предложил сыграть главную роль в фильме «Салют, Мария!» с Адой Роговцевой. Фильм имел огромный успех в СССР и других странах, получил много премий.
Во время работы над сценарием фильма «Зеркало» Андрей Тарковский помогал Анхелю сокращать его сценарий «Я ходил в море за апельсинами». Тарковский попросил Анхеля подарить ему эпизод эвакуации испанских детей в разгар испанской гражданской войны, этот эпизод вошёл в «Зеркало». Анхель организовал участие испанцев в картине, был задействован как актёр и помогал А. Тарковскому при монтаже испанского эпизода. После того, как 8 августа 1974 г. А. Гутьеррес покинул Советский Союз, по решению председателя Госкино Ф. Т. Ермаша из фильма были исключены кадры с его участием. Остался один план и закадровый голос в диалоге с Маргаритой Тереховой.
| Год  | Название кинофильма      | Режиссёр          | Роль                                                                        |
| ---- | ------------------------ | ----------------- | --------------------------------------------------------------------------- |
| 1963 | «Конец и начало»         | Манос Захариас    | греческий солдат                                                            |
| 1964 | «Гранатовый браслет»     | Абрам Роом        | испанский моряк                                                             |
| 1967 | «Места тут тихие»        | Георгий Щукин     | испанский лётчик Санчес                                                     |
| 1970 | «Салют, Мария!»          | Иосиф Хейфиц      | Пабло Луис Альварес, главная роль. Премия Московского кинофестиваля 1972 г. |
| 1973 | «Плохой хороший человек» | Иосиф Хейфиц      | татарин Кербалай                                                            |
| 1974 | «Зеркало»                | Андрей Тарковский | советский испанец                                                           |
| 1990 | «Николай Вавилов»        | Александр Прошкин | спутник Н. Вавилова в Испании — ботаник Карраско                            |

## Круг друзей
Ещё студентом Высоцкий пригласил Анхеля на свой дипломный спектакль «На дне». С этого времени началась их большая дружба. На протяжении многих лет Анхель встречался с Владимиром Высоцким часто в компании с Андреем Тарковским, Артуром Макаровым на Большой Каретной у Лёвы Кочаряна, c ними бывал Дионисио Гарсиа. Виделись в Театре на Таганке, на съемках фильма «Плохой, хороший человек». В конце июня 1974 г. Анхель прощался со своими друзьями на Таганке, это происходило в кабинете Ю. П. Любимова, там были В.Высоцкий, В. Золотухин и Н. Дупак. Володя Высоцкий подарил несколько своих фотографий спектаклей и афиш с автографом. Последние его слова были: «Я очень верю, что мы непременно встретимся на твоей прекрасной родине». В. Золотухин и Н. Дупак и Ю. П. Любимов тоже подарили свои афиши и говорили очень тёплые, взволнованные слова прощания. И больше всего повторяли: «Анхель, дорогой, старик — мы непременно ещё встретимся, на солнечной твоей родине, в Испании, в Мадриде».
В школе-студии МХАТ на дипломном спектакле «Вишневый сад» Анхель познакомился с Евгением Урбанским, который мощно играл Лопахина. Вскоре судьба свела их снова: Урбанский был принят в труппу Драматического театра им. К. С. Станиславского, где Анхель в это время ставил «Дом Бернарды Альбы». В общежитии театра (в дворе) Урбанский часто устраивал вечеринки, на которых бывали Роберт Рождественский, Григорий Чухрай, Ольга Бган, Юрий Гребенщиков, Альберт Филозов и Дионисио Гарсиа непременно с гитарой. Евгений каждый раз просил петь испанские песни и с удовольствием пел вместе с испанцами. Особенно просил спеть: «Когда слышу звуки хоты на чужбине..». Эта песня приводила его в восторг и он пел страстно во весь голос.
С Ю. П. Любимовым Анхеля связывала особая дружба, А. Гутьеррес стоял у истоков создания «Театра на Таганке», входил в худсовет театра и привёл в труппу В.Золотухина, В. Высоцкого, Л. Филатова. Анхель познакомил В. Высоцкого с Мариной Влади.
В 1958 году, после возвращения Анхеля в Москву из Таганрога, Алексей Глазырин познакомил его с Юрием Петровичем Любимовым, актёром театра им. Е. Б. Вахтангова. Втроем они часто встречались, а по пятницам ходили на незабываемые встречи за круглым столом под большим абажуром к Валентине Ивановне Мартьяновой в переулок Садовских. Мартьянова устраивала своеобразные театральные салоны, где собирались её ученики, известные актёры, писатели, ученые. Валентина Ивановна преподавала в ГИТИСе, вместе с В. В. Белокуровым в 1944 году выпустила под руководством М. М. Тарханова очень талантливый курс актёров, который целиком уехал в Таганрог и стал основой для создания послевоенного Театра имени А. П. Чехова.
Творчески А. Гутьеррес был особенно близок с Борисом Александровичем Покровским, с которым работал на одном курсе ГИТИСа. Тесные дружеские связи были с актёрами БДТ во главе с Г. А. Товстоноговым. Анхель был дружен с Анатолием Эфросом, Олегом Ефремовым, Иосифом Хейфицем, а также с режиссёром театра и кино, педагогом ГИТИСа Юрием Александровичем Петровым.
Когда в 1953 году Анхель окончил ГИТИС, Петр Наумович Фоменко пришёл поступать на режиссёрский факультет. Они познакомились и это была встреча, которая связала их на всю жизнь.
Анхель дружил с гениальным переводчиком Анатолием Гелескулом, писателями Владимиром Максимовым, Фридрихом Горенштейноме и Александром Галичем.
Олег Ефремов, Борис Покровский и Булат Окуджава приезжали и гостили у А. Гутьерреса в Мадриде. Николай Губенко привёз труппу «Театра на Таганке» с любимовским спектаклем «Мать» М. Горького на гастроли в Мадридский камерный театр им. А. П. Чехова. Любимов в то время жил в Иерусалиме. Анхель позвонил Юрию Любимову и убедил приехать в Мадрид на встречу со своим театром.
Большая и многолетняя дружба связывает Анхеля с Глебом Панфиловым, Инной Чуриковой, Владиславом Пьявко, Амаяком Акопяном.

## Застой, цензура, опала
В СССР наступил период застоя. Вдруг запретили шедшие с успехом спектакли А. Гутьерреса: в Московском драматическом театре им. К. С. Станиславского «Дом Бернарды Альбы» Ф. Гарсиа Лорки (оформление и костюмы великого художника и скульптора А. Санчеса, в ролях — К. Н. Еланская, С. В. Гиацинтова); в Московском драматическом театре им. М. Н. Ермоловой «Мадрид ночью не спит» А. Састре (художник — Э. Стенберг, в ролях — Всеволод Якут и Валерий Лекарев). Не разрешили выпустить в ГИТИСе музыкальный спектакль «Человек из Ламанчи» (с участием Георгия Жемчужного). Разразился скандал с первой в СССР постановкой спектакля «Шесть персонажей в поисках автора» Л. Пиранделло (были заняты студенты: Олег Вавилов, Ирина Андрианова, Лариса Бережная). Препятствовали постановке спектакля «День отдыха» В. Катаева (с участием: Амаяка Акопяна, Раисы Мухаметшиной, Владимира Токарева, Михаила Миловидова).
После десяти лет борьбы, несмотря на помощь Сергея Герасимова и Андрея Тарковского, сценарий фильма «Я ходил в море за апельсинами» был запрещен.

## Отъезд в Испанию. Забвение в СССР
Отчаявшись, в 1974 году Анхель Гутьеррес уехал в Испанию. После отъезда его имя в СССР постарались забыть, некоторые его ученики и друзья в своих мемуарах предпочитали о нём не упоминать (либо поработала цензура). Ценой неимоверных усилий в совершенно чужой, порой даже враждебной Испании, Анхель вновь добился признания как педагог, режиссёр театра и кино.

## Оперные постановки
В театре «Сарсуэла» (Мадрид) были поставлены и с аншлагом шли оперы:
- «Фауст» Ш. Гуно,
- «Севильский цирюльник» Дж. Россини,
- «Меропа» Д. Террадельяса.

## Работа на телевидении
В 1960 году сделал телеспектакль «Бертильон 166» Х. Солер Пуиг на московском телевидении. В главный ролях — Всеволод Якут, Михаил Болдуман, Валерий Лекарев.
В 1975 году на испанском телевидении в обстановке враждебности и непонимания сделал фильм-спектакль «Дядя Ваня» А. П. Чехова со знаменитым Пепе Кальво в главной роли. Спектакль имел огромный успех среди публики и профессионалов театра и телевидения. Критик Анхель Фернандес Сантос написал в газете «Инсула» на целую полосу потрясающую статью «Невиданный „Дядя Ваня“.
Спустя 5 лет поставил телеспектакль „Слуга“ Р. Моэма.

## Переводческая работа
Перевёл на испанский язык  „Моцарта и Сальери“ А. С. Пушкина и Словарь-тезаурус театральной "системы" К. С. Станиславского.

## Создание театра им. А. П. Чехова
В 1980 году Анхель Гутьеррес создал Камерный театр имени А. П. Чехова в Мадриде, на сцене которого в течение 35 лет поставил около 50 спектаклей. Были созданы постановки по всем произведениям М. Сервантеса, также по Лопе де Вега, Лопе де Руэда, Тирсо де Молина, Педро Кальдерону, А. Сент-Экзюпери, Ж.-Б. Мольера, У. Шекспира, А. Стриндберга, Дж. Россини, К. Гольдони, В. Гюго, русских и советских классиков — А. С. Пушкина, А. П. Чехова, Ф. М. Достоевского, Н. В. Гоголя, М. Горького, А. Арбузова, В. Катаева. Спектакли шли с аншлагами, театр был известен во всей Испании.
Людмила Уколова, актриса и педагог, участвовала в постановках всех спектаклей театра. Она блистательно сыграла в спектакле «Пеликан» А. Стринберга.
С 1981 по 2013 годы театр выезжал на гастроли в Барселону, Севилью, Гранаду, Сантьяго-де-Компостелу и другие города Испании. Труппа гастролировала в СССР, Россию, Крым, Марокко, Португалию. Театр многократно был участником Мелиховских фестивалей. В 1989 г. с успехом прошли гастроли в «Театре на Таганке» спектакля «Балконы Мадрида» Тирсо де Молина, а в 1998 году — гастроли во МХАТе со спектаклем «Дядя Ваня» А. П. Чехова.
А. Гутьеррес ставил экспериментальные спектакли на двух языках по произведениям А. П. Чехова («Вишневый сад»): Яша — русский, остальные испанцы. Спектакль получил горячий прием у зрителей и восторженные отклики критики.

## Создание Школы театрального искусства
В 1982 году создал в Мадриде Школу театрального искусства. Замысел был большим — создать в Испании русско-испанский театр (двуязычный). Но этот проект не удалось реализовать из-за распада Советского союза. Обучил очень много талантливых молодых актёров, которые успешно снимаются в кино и служат в театре. В учебном процессе применялась система К. С. Станиславского, в школе давали уроки советские мастера театра: Б. А. Покровский, А. Н. Дрознин, А. Б. Немеровский и другие.

## Королевская высшая школа драматического искусства
Более 20 лет преподавал в Королевском высшем училище драматического искусства в Мадриде (сейчас — почетный профессор этого учебного заведения). При содействии ректора Рафаэля Переса Сьерра явился инициатором преобразований этой школы, внедрил в процесс обучения методологию русского театра и систему К. С. Станиславского. Среди его учеников — талантливые испанские актёры, многие обладатели престижных премий: Эдуардо Норьега, Луиса Мартин, Карлос Иглесиас, Хавьер Гутьеррес, Хосе Луис Алькобендас, Хесус Сальгадо, Нурия Алькорта, Беатрис Гусман, Марта Белаустеги, Херман Эстебас, Хосе Луис Чека Понсе, Мончо.

## Работа в США
В 1988 году читал лекции о театре в ряде американских вузов, и поставил спектакль „Кровавая свадьба“ Ф. Гарсиа Лорки, Хьюстон (США). Спектакль получил блестящую оценку со стороны критиков, зрители были потрясены.

## Получение гражданства Российской Федерации
27 сентября 2021 года Анхель Гутьеррес получил гражданство Российской Федерации.
Умер 22 июня 2024 года в возрасте 91 года.

## Театральные режиссёрские работы
За все годы творчества режиссёр создал более 70 различных постановок. Самые выдающиеся: „Кармен из Трианы“ П. Мериме, „Кьоджинские перепалки“ К. Гольдони, „Дачники“ М. Горького, „Сон в летнюю ночь“ У. Шекспира, „Чайка“, „Палата № 6“, „Юбилей“ и „Предложение“ и „Вишневый сад“ А. П. Чехова, „Рюи Блаз“ В. Гюго, „Кровавая свадьба“ Ф. Гарсиа Лорка, „Кармен из Трианы“ П. Мериме, Плутни Скапена» Ж-Б. Мольера, «Шесть персонажей в поисках автора» Л. Пиранделло, «День отдыха» В. Катаева, «Моцарт и Сальери» А. П. Пушкина, и «Пеликан» А. Стриндберга, «Дон Кихот» М. де Сервантеса, «Мой бедный Марат» А. Арбузова, «Деревья умирают стоя» А. Касоны.
| Год       | Постановка                                                                                     | Автор                                                | Театр                                                                                                  | Страна                    |
| --------- | ---------------------------------------------------------------------------------------------- | ---------------------------------------------------- | --- | ------------------------- |
| 1953-1956 | Спектакли «В добрый час», «Страницы жизни» и «Её друзья»                                       | В. Розов                                             | Таганрогский драматический театр им. А. П. Чехова                                                      | СССР, Таганрог            |
| 1953-1956 | Спектакли «Шестеро любимых» и «Годы странствий»                                                | А. Арбузов                                           | Таганрогский драматический театр им. А. П. Чехова                                                      | СССР, Таганрог            |
| 1953-1956 | Спектакль «Иван Рыбаков»                                                                       | В. Гусев                                             | Таганрогский драматический театр им. А. П. Чехова                                                      | СССР, Таганрог            |
| 1953-1956 | Спектакль «Пигмалион»                                                                          | Б. Шоу                                               | Таганрогский драматический театр им. А. П. Чехова                                                      | СССР, Таганрог            |
| 1953-1956 | Спектакль «Три сестры»                                                                         | А. П. Чехов                                          | Таганрогский драматический театр им. А. П. Чехова                                                      | СССР, Таганрог            |
| 1953-1956 | Спектакль «Плутни Скапена»                                                                     | Ж-Б. Мольер                                          | Таганрогский драматический театр им. А. П. Чехова                                                      | СССР, Таганрог            |
| 1953-1956 | Спектакль «Укрощение строптивой»                                                               | У. Шекспир                                           | Таганрогский драматический театр им. А. П. Чехова                                                      | СССР, Таганрог            |
| 1955      | Пьеса «Деревья умирают стоя»                                                                   | Алехандро Касона                                     | Донской театр драмы и комедии имени В. Ф. Комиссаржевской                                              | СССР, Новочеркасск        |
| 1956      | Спектакль «Баллады и романсы» к 100-летию со дня смерти Адама Мицкевича                        | А. Мицкевич                                          | Каунасский драматический театр                                                                         | СССР, Литва, Каунас       |
| 1957      | Программа для американской делегации на основе произведений Генри Лонгфелло и Уолта Уитмена    | Г. Лонгфелло, У. Уитмен                              | Всемирный фестиваль молодежи и студентов                                                               | СССР, Москва              |
| 1958      | Спектакль «Девчонка из табора»                                                                 | Я. Ялунер                                            | Театр «Ромэн»                                                                                          | СССР, Москва              |
| 1959      | Спектакль «Плясунья»                                                                           | И. Ром-Лебедев                                       | Театр «Ромэн»                                                                                          | СССР, Москва              |
| 1960      | Спектакль «Семья цыгана»                                                                       | Эдэ Сиглигети                                        | Театр «Ромэн»                                                                                          | СССР, Москва              |
| 1960      | Телеспектакль «Бертильон 166»                                                                  | Х. Солер Пуиг                                        | Работа на телевидении                                                                                  | СССР, Москва              |
| 1961      | Спектакль «Кармен из Трианы»                                                                   | П. Мериме                                            | Театр «Ромэн»                                                                                          | СССР, Москва              |
| 1962      | Музыкальный спектакль «Летучая мышь»                                                           | И. Штраус                                            | ГИТИС                                                                                                  | СССР, Москва              |
| 1963      | Спектакль «Саламанкская пещера»                                                                | М. де Сервантес                                      | Театральная студия при театре «Ромэн»                                                                  | СССР, Москва              |
| 1963      | Спектакль «Вестсайдская история»                                                               | Л. Бернстайн                                         | Театральная студия при театре «Ромэн»                                                                  | СССР, Москва              |
| 1963      | Спектакль «Мадрид ночью не спит» (оригинальное название «В сетях»)                             | А. Састре                                            | Московский драматический театр им. М. Н. Ермоловой                                                     | СССР, Москва              |
| 1964      | Спектакль «Дом Бернарды Альбы» (сценография великого художника и скульптора Альберто Санчеса)  | Ф. Гарсиа Лорка                                      | Московский драматический театр имени К. С. Станиславского                                              | СССР, Москва              |
| 1969      | Спектакль «Учитель танцев»                                                                     | Лопе де Вега                                         | ГИТИС, Осетинская студия                                                                               | СССР, Москва              |
| 1970      | Спектакль «Человек из Ламанчи»                                                                 | М. де Сервантес                                      | ГИТИС                                                                                                  | СССР, Москва              |
| 1972      | Пьеса «Шесть персонажей в поисках автора»                                                      | Л. Пиранделло                                        | ГИТИС                                                                                                  | СССР, Москва              |
| 1974      | Спектакль «День отдыха»                                                                        | В. Катаев                                            | ГИТИС                                                                                                  | СССР, Москва              |
| 1977      | Спектакль «Странствия счастливчика Пера»                                                       | А. Стринберг                                         | Театр им. Марии Герреро, VI Международный театральный фестиваль для детей и молодежи                   | Испания, Мадрид           |
| 1977      | Фильм-спектакль «Дядя Ваня»                                                                    | А. П. Чехов                                          | Испанское телевидение                                                                                  | Испания, Мадрид           |
| 1980      | Спектакль «Кьоджинские перепалки»                                                              | К. Гольдони                                          | Камерный театр имени А. П. Чехова в Мадриде                                                            | Испания, Мадрид           |
| 1981      | Спектакль «Плутни Скапена»                                                                     | Ж.-Б. Мольер                                         | Камерный театр имени А. П. Чехова в Мадриде                                                            | Испания, Мадрид           |
| 1982      | Опера «Фауст»                                                                                  | Ш. Гуно                                              | Театр Сарсуэла                                                                                         | Испания, Мадрид           |
| 1982      | Опера «Меропа»                                                                                 | Д. Террадельяс                                       | Театр Сарсуэла                                                                                         | Испания, Мадрид           |
| 1982      | Спектакль «Севильский цирюльник»                                                               | Дж. Россини                                          | гастроли на сценах в Пальма-де-Майорка, Валенсии и Мурсии                                              | Испания, различные города |
| 1983      | Спектакль «На дне»                                                                             | М. Горький                                           | Камерный театр имени А. П. Чехова в Мадриде                                                            | Испания, Мадрид           |
| 1983      | Спектакль «Свадьба»                                                                            | А. П. Чехов                                          | Камерный театр имени А. П. Чехова в Мадриде                                                            | Испания, Мадрид           |
| 1984      | Спектакль «Мой бедный Марат»                                                                   | А. Арбузов                                           | Камерный театр имени А. П. Чехова в Мадриде                                                            | Испания, Мадрид           |
| 1984      | Спектакль «Юбилей»                                                                             | А. П. Чехов                                          | Камерный театр имени А. П. Чехова в Мадриде                                                            | Испания, Мадрид           |
| 1985      | Спектакль «Предложение»                                                                        | А. П. Чехов                                          | Камерный театр имени А. П. Чехова в Мадриде                                                            | Испания, Мадрид           |
| 1985      | Спектакль «Promesa» (Клятва)" (другое название — «Мой бедный Марат»)                           | А. Арбузов                                           | Камерный театр имени А. П. Чехова в Мадриде                                                            | Испания, Мадрид           |
| 1986      | Спектакль «Палата № 6»                                                                         | А. П. Чехов                                          | Камерный театр имени А. П. Чехова в Мадриде                                                            | Испания, Мадрид           |
| 1987      | Спектакль «Плутни» (Lospícaros) «Пасос»                                                        | Лопе де Руэда                                        | Камерный театр имени А. П. Чехова в Мадриде                                                            | Испания, Мадрид           |
| 1988      | Пьеса «Кровавая свадьба»                                                                       | Ф. Гарсиа Лорка                                      | Университет Райса                                                                                      | США, Хьюстон              |
| 1989      | Спектакль «Балконы Мадрида»                                                                    | Тирсо де Молина                                      | гастроли в Театре на Таганке                                                                           | РФ, Москва                |
| 1989      | Спектакль «Дачники»                                                                            | М. Горький                                           | Камерный театр имени А. П. Чехова в Мадриде                                                            | Испания, Мадрид           |
| 1990      | Спектакль «Рюи Блаз»                                                                           | В. Гюго                                              | Камерный театр имени А. П. Чехова в Мадриде                                                            | Испания, Мадрид           |
| 1991      | Спектакль «Учитель танцев»                                                                     | Лопе де Вега                                         | Камерный театр имени А. П. Чехова в Мадриде                                                            | Испания, Мадрид           |
| 1992      | Спектакль «Ревнивый старик»                                                                    | М. де Сервантес                                      | Камерный театр имени А. П. Чехова в Мадриде                                                            | Испания, Мадрид           |
| 1992      | Спектакль «Саламанкская пещера»                                                                | М. де Сервантес                                      | Камерный театр имени А. П. Чехова в Мадриде                                                            | Испания, Мадрид           |
| 1994      | Спектакль «Женитьба»                                                                           | Н. В. Гоголь                                         | Камерный театр имени А. П. Чехова в Мадриде                                                            | Испания, Мадрид           |
| 1994      | Спектакль «Дядя Ваня»                                                                          | А. П. Чехов                                          | Камерный театр имени А. П. Чехова в Мадриде                                                            | Испания, Мадрид           |
| 1994      | Спектакль «Балконы Мадрида»                                                                    | Тирсо де Молина                                      | Камерный театр имени А. П. Чехова в Мадриде                                                            | Испания, Мадрид           |
| 1995      | «Пять чешских поэтов» — поэтическая композиция по произведениям                                | Я. Сейферт, В. Незвал, И. Ортен, Ф. Халас и В. Голан | Камерный театр имени А. П. Чехова в Мадриде                                                            | Испания, Мадрид           |
| 1995      | Спектакль «Большая кровь»                                                                      | Братья Альварес Кинтеро                              | Камерный театр имени А. П. Чехова в Мадриде                                                            | Испания, Мадрид           |
| 1996      | Спектакль «Четверть часика»                                                                    | Братья Альварес Кинтеро                              | Камерный театр имени А. П. Чехова в Мадриде                                                            | Испания, Мадрид           |
| 1997      | Спектакль «Дом с мезонином»                                                                    | А. П. Чехов                                          | Камерный театр имени А. П. Чехова в Мадриде                                                            | Испания, Мадрид           |
| 1997      | Спектакль «Невеста»                                                                            | А. П. Чехов                                          | Камерный театр имени А. П. Чехова в Мадриде                                                            | Испания, Мадрид           |
| 1997      | «Голос поэта» — поэтическая композиция по произведениям поэтов от Средневековья до наших дней; | А. Гутьеррес                                         | Камерный театр имени А. П. Чехова в Мадриде                                                            | Испания, Мадрид           |
| 1998      | Спектакль «Медведь»                                                                            | А. П. Чехов                                          | Камерный театр имени А. П. Чехова в Мадриде                                                            | Испания, Мадрид           |
| 1998      | Спектакль «Дядя Ваня»                                                                          | А. П. Чехов                                          | гастроли во МХАТе                                                                                      | РФ, Москва                |
| 1999      | Спектакль «Интермедии»                                                                         | М. де Сервантес                                      | Камерный театр имени А. П. Чехова в Мадриде                                                            | Испания, Мадрид           |
| 2000      | Спектакль «Лебединая песня»                                                                    | А. П. Чехов                                          | Камерный театр имени А. П. Чехова в Мадриде                                                            | Испания, Мадрид           |
| 2001      | Спектакль «Моцарт и Сальери»                                                                   | А. С. Пушкин                                         | Камерный театр имени А. П. Чехова в Мадриде                                                            | Испания, Мадрид           |
| 2002      | Спектакль «Пеликан»                                                                            | А. Стринберг                                         | Камерный театр имени А. П. Чехова в Мадриде                                                            | Испания, Мадрид           |
| 2002      | Спектакль «Сон в летнюю ночь»                                                                  | У. Шекспир                                           | Камерный театр имени А. П. Чехова в Мадриде                                                            | Испания, Мадрид           |
| 2003      | Спектакль «Мадрид, Мадрид, Мадрид»                                                             | по мотивам комедии Карлоса Арничеса                  | Камерный театр имени А. П. Чехова в Мадриде                                                            | Испания, Мадрид           |
| 2003      | Спектакль «Чайка»                                                                              | А. П. Чехов                                          | Камерный театр имени А. П. Чехова в Мадриде                                                            | Испания, Мадрид           |
| 2004      | Спектакль «Дон Кихот»                                                                          | М. де Сервантес                                      | Камерный театр имени А. П. Чехова в Мадриде                                                            | Испания, Мадрид           |
| 2005      | Спектакль «Невеста»                                                                            | А. П. Чехов                                          | Камерный театр имени А. П. Чехова в Мадриде                                                            | Испания, Мадрид           |
| 2005      | Спектакль «Маленький принц»                                                                    | А. Сент-Экзюпери                                     | Камерный театр имени А. П. Чехова в Мадриде                                                            | Испания, Мадрид           |
| 2006      | Спектакль «Преступление и наказание»                                                           | Ф. М. Достоевский                                    | Камерный театр имени А. П. Чехова в Мадриде                                                            | Испания, Мадрид           |
| 2006      | Спектакль «Медведь»                                                                            | А. П. Чехов                                          | Камерный театр имени А. П. Чехова в Мадриде                                                            | Испания, Мадрид           |
| 2007      | Спектакль «Вишнёвый сад»                                                                       | А. П. Чехов                                          | Камерный театр имени А. П. Чехова в Мадриде                                                            | Испания, Мадрид           |
| 2007      | Спектакль «Ласарильо с Тормеса»                                                                | испанский плутовской роман                           | Камерный театр имени А. П. Чехова в Мадриде                                                            | Испания, Мадрид           |
| 2008      | Спектакль «3 встречи с Чеховым: „О любви“, „Студент“ и „Невеста“                               | А. П. Чехов                                          | Камерный театр имени А. П. Чехова в Мадриде                                                            | Испания, Мадрид           |
| 2009      | Спектакль „Чайка“                                                                              | А. П. Чехов                                          | фестиваль „Мелиховская весна“                                                                          | РФ, Мелихово              |
| 2010      | Спектакль „Невеста“                                                                            | А. П. Чехов                                          | III Международный фестиваль театрального искусства „ТЕАТР. ЧЕХОВ. ЯЛТА“                                | Украина, Ялта             |
| 2011      | Спектакль „Белые ночи“                                                                         | Ф. М. Достоевский                                    | Камерный театр имени А. П. Чехова в Мадриде                                                            | Испания, Мадрид           |
| 2012      | Спектакль „Медведь“                                                                            | А. П. Чехов                                          | фестиваль „Мелиховская весна“                                                                          | РФ, Мелихово              |
| 2013      | Спектакль „Медведь“                                                                            | А. П. Чехов                                          | Международный фестиваль „На родине А. П. Чехова“ в Таганрогском драматическом театре им. А. П. Чехова» | РФ, Таганрог              |
| 2014      | Спектакль «Вишневый сад»                                                                       | А. П. Чехов                                          | фестиваль «Мелиховская весна»                                                                          | РФ, Мелихово              |
| 2017      | Спектакль «Наш Мачадо»                                                                         | А. Мачадо, А. Гутьеррес                              | Камерный театр имени А. П. Чехова в Мадриде                                                            | Испания, Мадрид           |

## Награды и премии
| Год  | Номинация | Примечание                                                          |  |
| ---- | --- | ------------------------------------------------------------------- |  |
| 1958 | Премия за постановку пьесы «Девчонка из табора» в театре «Ромэн» |                                                                     |  |
| 1960 | Первая премия на театральном фестивале «Московская весна» в 1960 г. за постановку спектакля «Кармен из Трианы» П. Мериме |                                                                     |  |
| 2007 | Лауреат Национальной премии «Живая культура» в номинации «Театр», присужденная «За жизнь, посвящённую развитию и распространению театрального искусства, как в России, так и в Испании»                                                             |                                                                     |  |
| 2008 | Награждён президентом России Орденом Дружбы «За большой вклад в сохранение, развитие и популяризацию русской культуры за рубежом» | Государственная награда РФ                                          |  |
| 2009 | Диплом Международного театрального фестиваля «На родине А. П. Чехова», г. Таганрог |                                                                     |  |
| 2010 | Лауреат премии «Толерантность», присужденной правительством автономной области Мадрид: «Основателю мадридского Камерного театра имени А. П. Чехова Анхелю Гутьерресу, за вклад в распространение в течение 30 лет театрального искусства в Мадриде» | Государственная награда Испании                                     |  |
| 2010 | Титул «Благородного идальго испанской и российской сцены за талантливое прочтение А. П. Чехова» (спектакль «Невеста») на III Международном фестивале театрального искусства «ТЕАТР. ЧЕХОВ. ЯЛТА»                                                    |                                                                     |  |
| 2015 | Награждён медалью имени А. С. Пушкина «За большие заслуги в распространении русского языка в мире» | Международная ассоциация преподавателей русского языка и литературы |  |